# Oligarrhena micrantha
Oligarrhena micrantha är en ljungväxtart som beskrevs av Robert Brown. Oligarrhena micrantha ingår i släktet Oligarrhena och familjen ljungväxter. Inga underarter finns listade i Catalogue of Life.